# Ерик Лесер
Ерик Лесер (Зул, 17. мај 1988) је немачки биатлонац и скијашки тркач, освајач олимпијских медаља у биатлону.
На јуниорским Светским првенствима између 2009. и 2012. освојио је пет медаља, две златне у штафетама, једну сребрну и две бронзане у појединачним дисциплинама.
У Европа купу дебитова је 2009, а у Светском купу 2010. године. Најбољи пласман у Европа купу му је девето место у сезони 2009/10, а у Светском купу 16. место у сезони 2012/13.
На Олимпијским играма дебитовао је 2014. године у Сочију када је освојио две медаље. У дисциплини 20 километара појединачно освојио је сребрну медаљу, једину индивидуалну медаљу за Немачку у биатлону на овим Олимпијским играма. Као део немачке штафете такође је освојио сребрну медаљу. Такмичио се и у скијашком трчању у дисциплини 50 километара слободним стилом где је заузео 42. место. У Пјонгчангу 2018. освојио је нову бронзу са штафетом.
На Светским првенствима има једну бронзану медаљу у штафети из 2013. године, а на Европским првенствима освојио је пет медаља, три златне у штафетама.
Његов деда био је Аксел Лесер, познати источно немачки скијашки тркач.